# Szentlélek alászállása fatemplom (Tárkányka)
A Szentlélek alászállása fatemplom műemlékké nyilvánított épület Romániában, Bihar megyében Tárkányka településen. A romániai műemlékek jegyzékében a  BH-II-m-B-01212 sorszámon szerepel.